# 上腔靜脈症候群
上腔静脉综合征（superior vena cava syndrome，SVCS）是通往右心房上方的上腔静脉（SVC）血流受阻引发的一系列症状，一般与上腔静脉梗阻、阻塞、闭塞（SVCO）相关。
上腔静脉综合征典型特征是头颈部、上肢的非凹性水肿以及胸壁前部侧支静脉肿胀，部分患者伴口唇及皮肤发绀。呼吸急促和咳嗽是很常见的症状，常在平卧时加重，直立位减轻。此外，据报道11%的病例出现吞咽困难，6%出现头痛，4%出现喘鸣（高音调喘息）。这些症状很少危及生命，但会厌水肿会使呼吸困难，脑水肿会导致警觉性降低，并且在不到 5% 的 SVCO 病例中，有严重的神经系统症状或气道受损的报道。上腔静脉综合征的缓解与潜在压迫的治疗直接相关。
大多数病例是由纵隔内的恶性肿瘤直接压迫或侵犯上腔静脉壁引起，最常见的是肺癌和非霍奇金淋巴瘤。由于血管内装置（例如：永久中心静脉导管以及起搏器和除颤器导线）的广泛使用，非恶性原因的患病率正在增加，这可能导致血栓形成。其他非恶性原因包括良性纵隔肿瘤、主动脉瘤、感染和纤维化纵隔炎。

## 体征和症状
最常见的症状是呼吸短促，其次是面部或手臂肿胀。
以下是常见症状：
- 呼吸困难[6]
- 面部肿胀[6]
- 颈部静脉扩张以及上胸部和手臂静脉扩张[6]
- 咳嗽[5]
- 颈部水肿（肿胀），称为斯托克斯颈[7]
- 头痛[6]
- 偏头痛（尤其是异常偏头痛）
- 肺活量大幅下降
- 弯腰/躺下后面部肿胀
- 上肢水肿[6]
- 头晕[5]

随着恶性肿瘤体积或侵袭性的增加，症状也会随着时间的推移而增加。上腔静脉综合征通常会逐渐出现。

## 原因

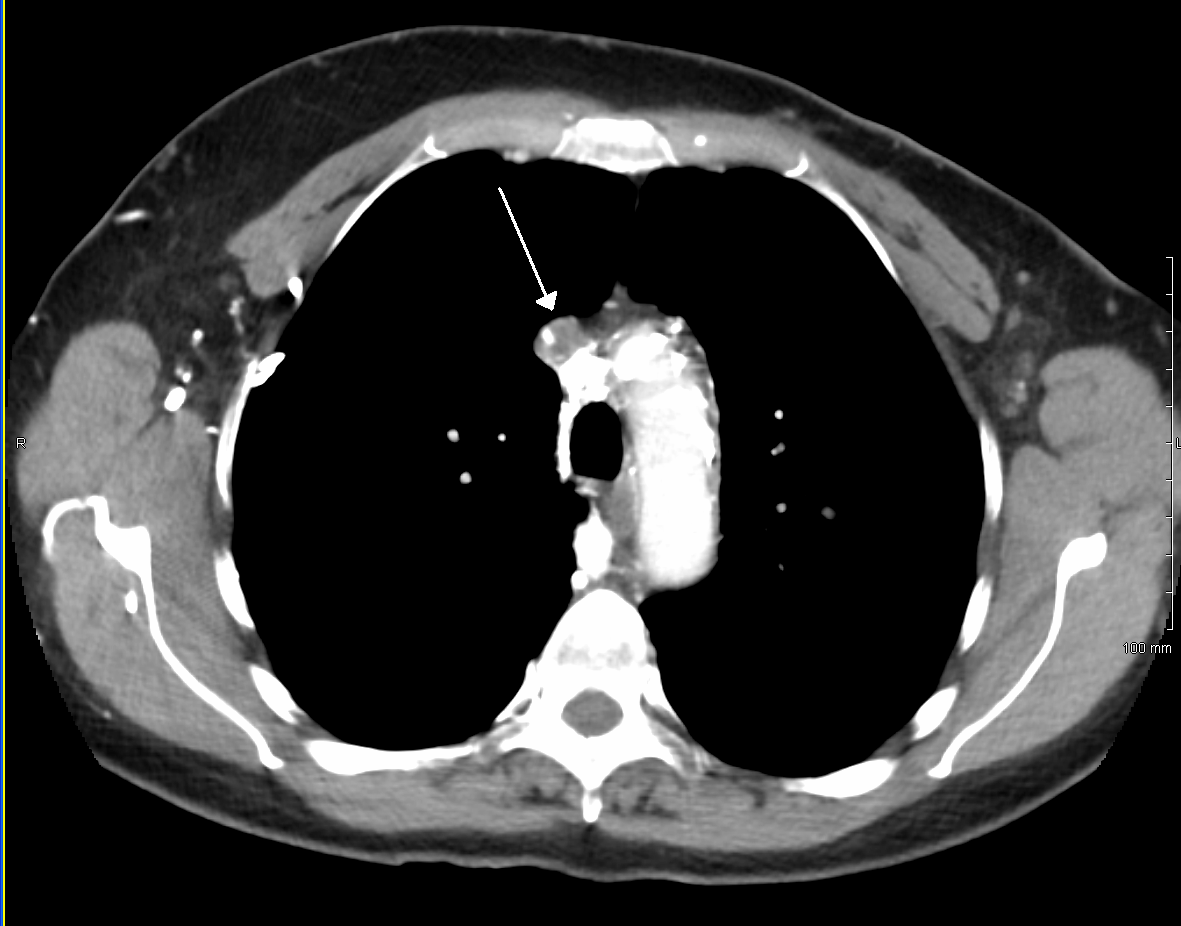
留置中心静脉导管引起上腔静脉血栓，引起上腔静脉综合征

80%以上的病例是由于恶性肿瘤压迫上腔静脉引起的。肺癌，通常是小细胞癌，占这些病例的 75-80%，非霍奇金淋巴瘤，最常见的是弥漫性大 B 细胞淋巴瘤，占 10-15%。
梅毒和结核病也可引起上腔静脉综合征。SVCS可由病理过程的侵入或压迫或静脉本身的深静脉血栓形成引起，尽管后者不太常见（约 35% 由于使用血管内装置）。

## 诊断

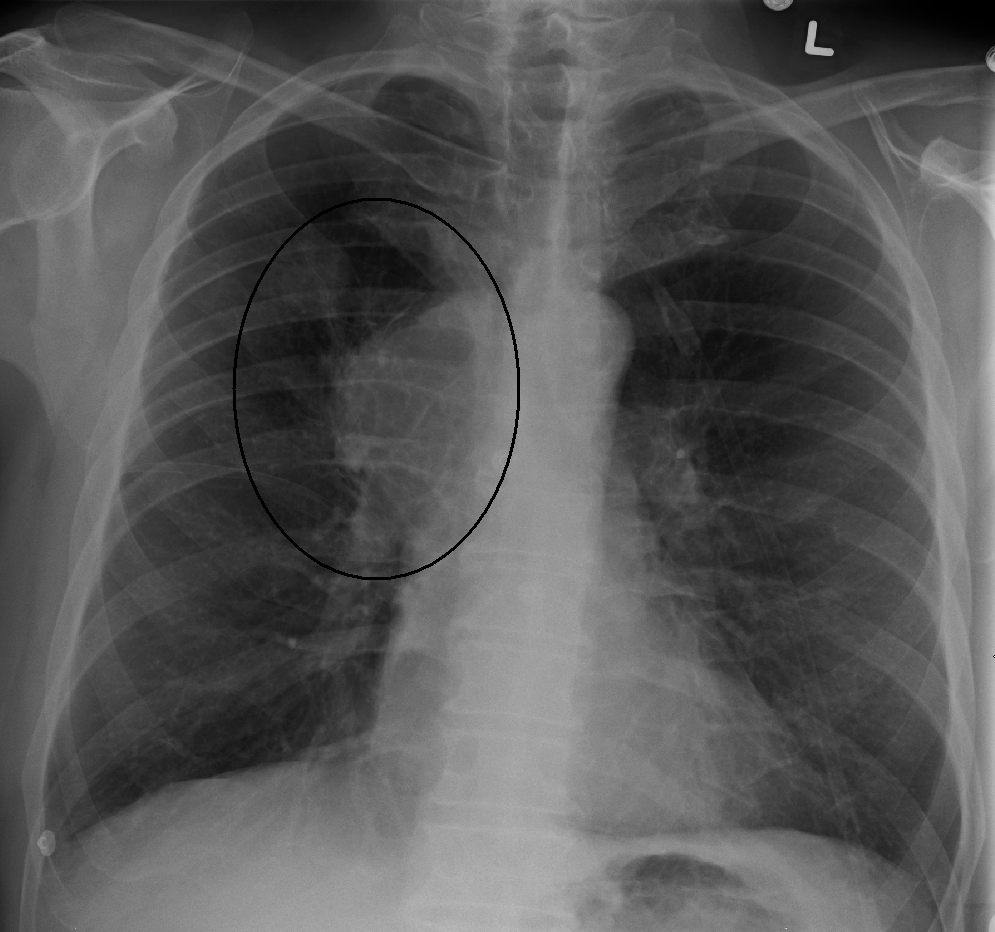
一名肺癌患者的 CXR，该肺癌导致上腔静脉综合征

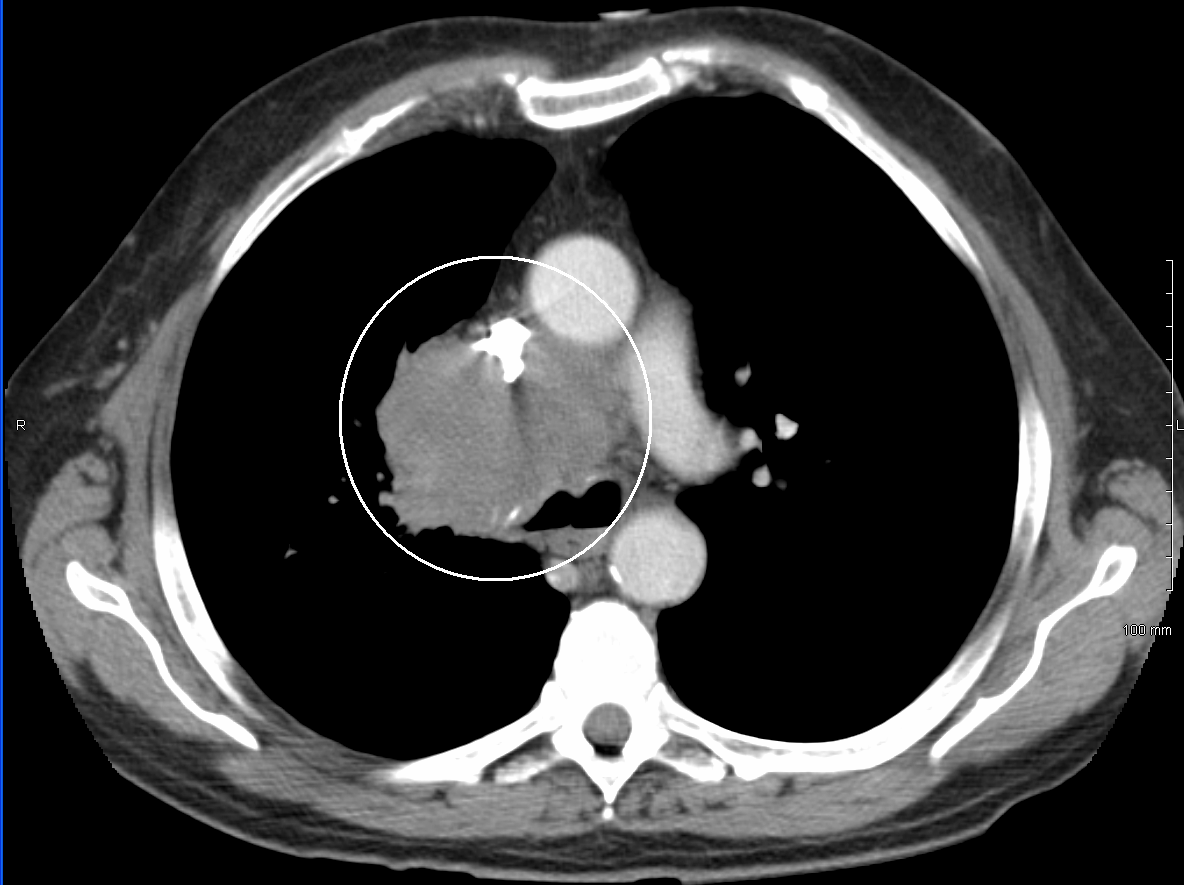
CT 图像显示癌症压迫右肺门结构

诊断 SVCS 的主要技术是胸X 光检查 (CXR)、 CT 扫描、支气管镜下经支气管针吸活检和纵隔镜检查。CXR 通常能够显示纵隔增宽，并可能显示 SVCS 的主要原因。
CT 扫描应进行对比增强，并针对颈部、胸部、下腹部和骨盆进行。它们还可能显示根本原因以及疾病进展的程度。

## 治疗
治疗方法有药物治疗和手术。糖皮质激素（如泼尼松或甲基泼尼松龙）可减轻肿瘤侵袭和肿瘤周围水肿的炎症反应。如果肿瘤对类固醇有反应，例如淋巴瘤，则糖皮质激素最有帮助。
此外，利尿剂（如速尿）用于减少静脉回流心脏，从而缓解增加的压力。
在急性情况下，血管内支架置入术可以在短短 12-24 小时内缓解症状，且风险最小</link>。
如果患者需要呼吸辅助，气道压力增加往往会进一步压缩已经受损的 SVC，并减少静脉回流，从而减少心输出量以及脑血流量和冠状血流量。无论是通过呼吸袋/阀门/面罩、双水平气道正压通气(BiPAP)、持续气道正压通气（CPAP）还是机械通气，都应格外小心。气管插管期间应允许自主呼吸，直至镇静允许放置气管内管，并尽可能降低气道压力</link>。

## 预后
放射治疗通常会在治疗后 1 个月内缓解症状。
平均发病年龄为54岁。
然而，即使进行治疗，99%的患者也会在两年半内死亡。这与 90% 病例中发现的 SVC 癌因有关。